# Synodontis multipunctata
Synodontis multipunctatus  es una especie de pez de la familia  de los mocócidos del orden de los siluriformes.

## Morfología
El macho pouede alcanzar hasta 27,5 cm de longitud total.

## Distribución geográfica
Es originario de África, de la cuenca del Lago Tanganica.